# Alexis-Henri-Marie Lépicier
Alexis-Henri-Marie Lépicier (28 lutego 1863 w Vaucouleurs, zm. 20 maja 1936 w Rzymie), francuski duchowny katolicki, kardynał, wysoki urzędnik Kurii Rzymskiej. 

## Życiorys
Święcenia kapłańskie przyjął 19 września 1885 roku w Londynie z rąk bp. Williama Weathersa biskupa pomocniczego Westminsteru. 22 maja 1924 roku otrzymał nominację na arcybiskupa tytularnego Tarso, zaś sakrę biskupią otrzymał 29 maja 1924 roku w Rzymie z rąk kard. Willema Marinusa van Rossuma prefekta Kongregacji Rozkrzewiania Wiary. Od 11 czerwca 1924 roku był wizytatorem apostolskim Wschodnich Indii, a od 15 kwietnia 1927 roku był wizytatorem apostolskim Abisynii i Erytrei. Na konsystorzu 19 grudnia 1927 roku papież Pius XI wyniósł go do godności kardynalskiej z tytułem kardynała-prezbitera S. Susannae. 17 grudnia 1928 roku mianowany prefektem Kongregacji ds. Zakonów. 31 grudnia 1935 roku złożył rezygnację ze stanowiska prefekta Kongregacji ds. Zakonów. Zmarł 20 maja 1936 roku w Rzymie. 